# Lunettes à obturation LC
Pour les articles homonymes, voir lunette.

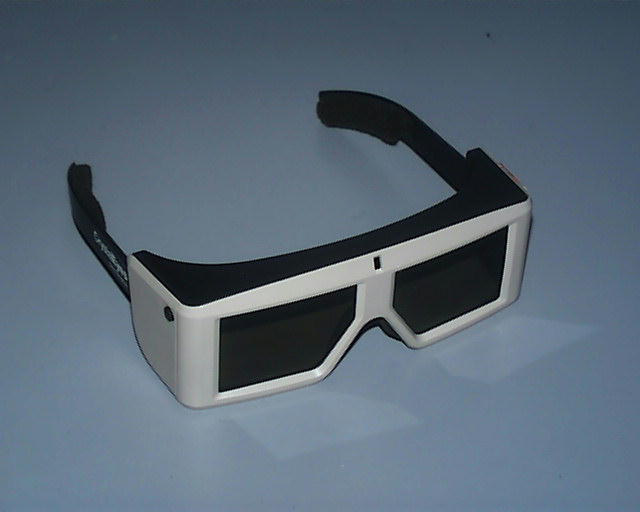
Lunettes à obturation LCD

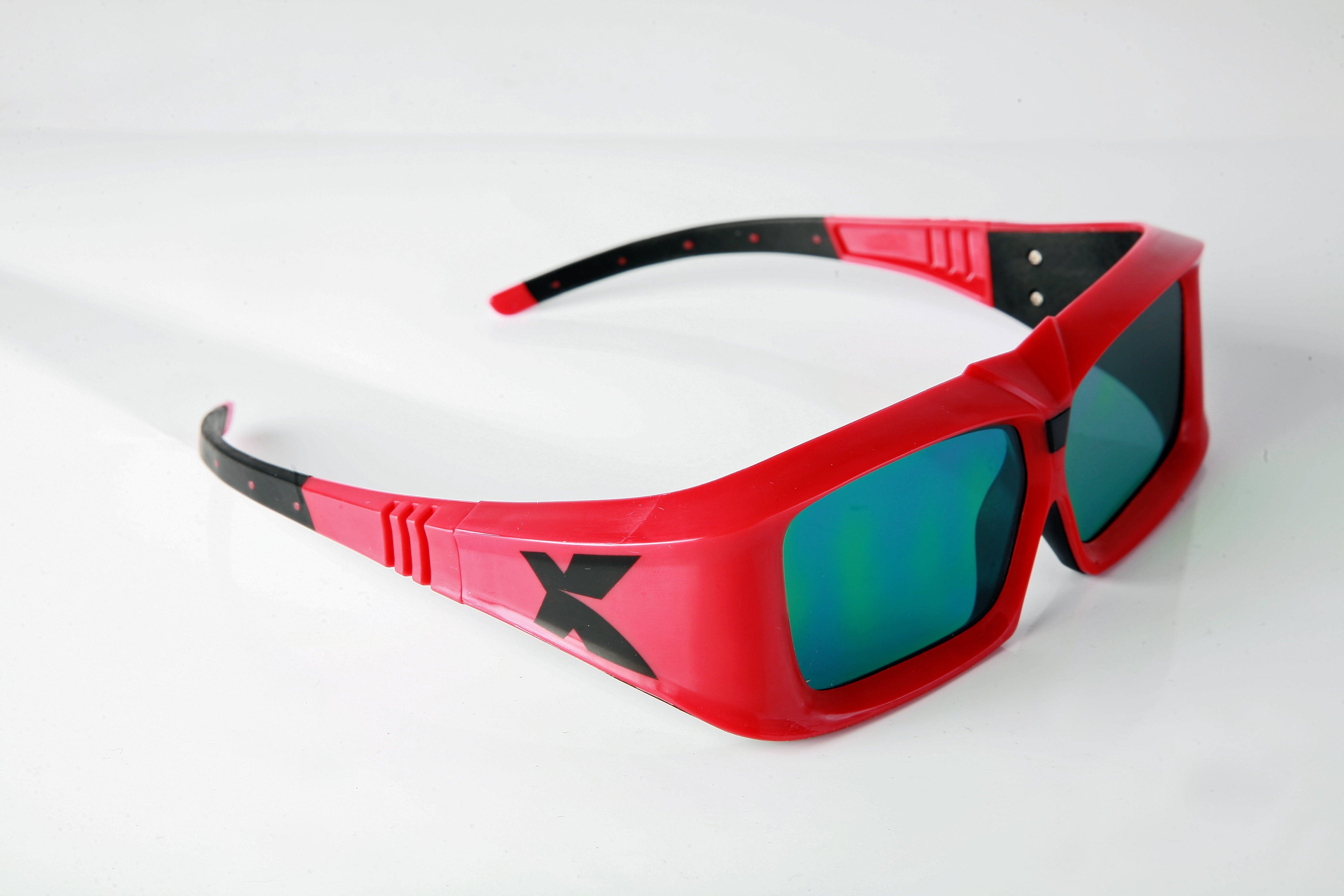
Lunettes à obturation LCD de marque XpanD

Les lunettes à obturation LC (Liquid Crystal) permettent de visualiser des images en 3 dimensions à partir de deux images bidimensionnelles affichées successivement sur un écran plat. Chaque verre possède un système d'obturation à valve optique qui le rend opaque ou transparent suivant le signal électrique qu'on applique aux cristaux liquides qui composent le verre en question. Les signaux contrôlant chaque verre sont en opposition de phases et synchronisés avec l'alternance des images droite et gauche par le projecteur, si bien que l'œil droit ne voit que les images "droites" et l'œil gauche que les images "gauche". La bonne synchronisation entre les lunettes et le projecteur est primordiale car contrairement aux lunettes 3D à polarisation ou aux lunettes 3D rouge/cyan (anaglyphe) les images gauche et droite ne coexistent jamais sur l'écran. Cette synchronisation est souvent assurée par liaison radio ou infrarouge. Il y a beaucoup moins d'"images fantômes" qu'avec les systèmes à polarisation ou anaglyphes, car le filtrage gauche/droite est parfait. Mais d'autres solutions de filtrage par les couleurs, par exemple Infitec, ont un aussi bon filtrage gauche/droite.
Par contre ce système d'alternance peut présenter des défauts graves :
- Si la fréquence de répétition des images est trop basse (pendant longtemps on n'a répété le couple stéréo que 24 ou 30 fois par seconde), il s'ensuit un phénomène appelé "papillotement" (souvent désigné par le terme anglais "flicker"), extrêmement fatigant. C'est pourquoi on projette maintenant à une fréquence de 120 vues, soit 60 couples par seconde, ou même 144 vues dans le procédé RealD.
- Si les vues gauche et droite sont prises en même temps et présentées ainsi en alternance, et si quelque chose se déplace latéralement un peu vite (par exemple un vélo ou une voiture, même à vitesse raisonnable) il est vu à une distance très différente de sa distance réelle ou à la distance de ce qui l'entoure, ou même en situation de divergence oculaire. Cet effet est appelé "parallaxe temporelle". Il peut être très important, puisque par exemple un vélo qui se déplace à 25 km/h parcourt, dans le centième de seconde qui sépare habituellement les projections respectives des vues gauche et droite, une distance égale à l'écart interoculaire humain moyen.

Par ailleurs les deux premiers procédés "concurrents" de l'obturation LCD ont chacun des inconvénients plus ou moins importants suivant le type d'application auxquelles ils sont destinés :
- Dans un système anaglyphe, le choix des couleurs de la scène est restreint. Il faut une image en niveau de rouge et une image en niveau de bleu. Les objets qui sont soit en rouge soit en bleu n'auront pas de relief du fait qu'aucune image de référence n'apparaisse à l'autre œil. Ceux-ci seront d'ailleurs dégradés, soit éclaircis, soit assombris ; c'est pourquoi Infitec a proposé sa solution, dont le seul inconvénient est le coût des filtres devant les projecteurs et des lunettes, comparable à celui des lunettes à alternance.
- Le système de verres polarisés orthogonalement présente également une limitation, si le spectateur tourne sa tête, ce qui altèrerait la qualité du filtrage droite/gauche.

Le système de réalité virtuelle avec lunettes à obturation LC est utilisé dans certaines attractions du Futuroscope. 